# Frosted Mini-Wheats

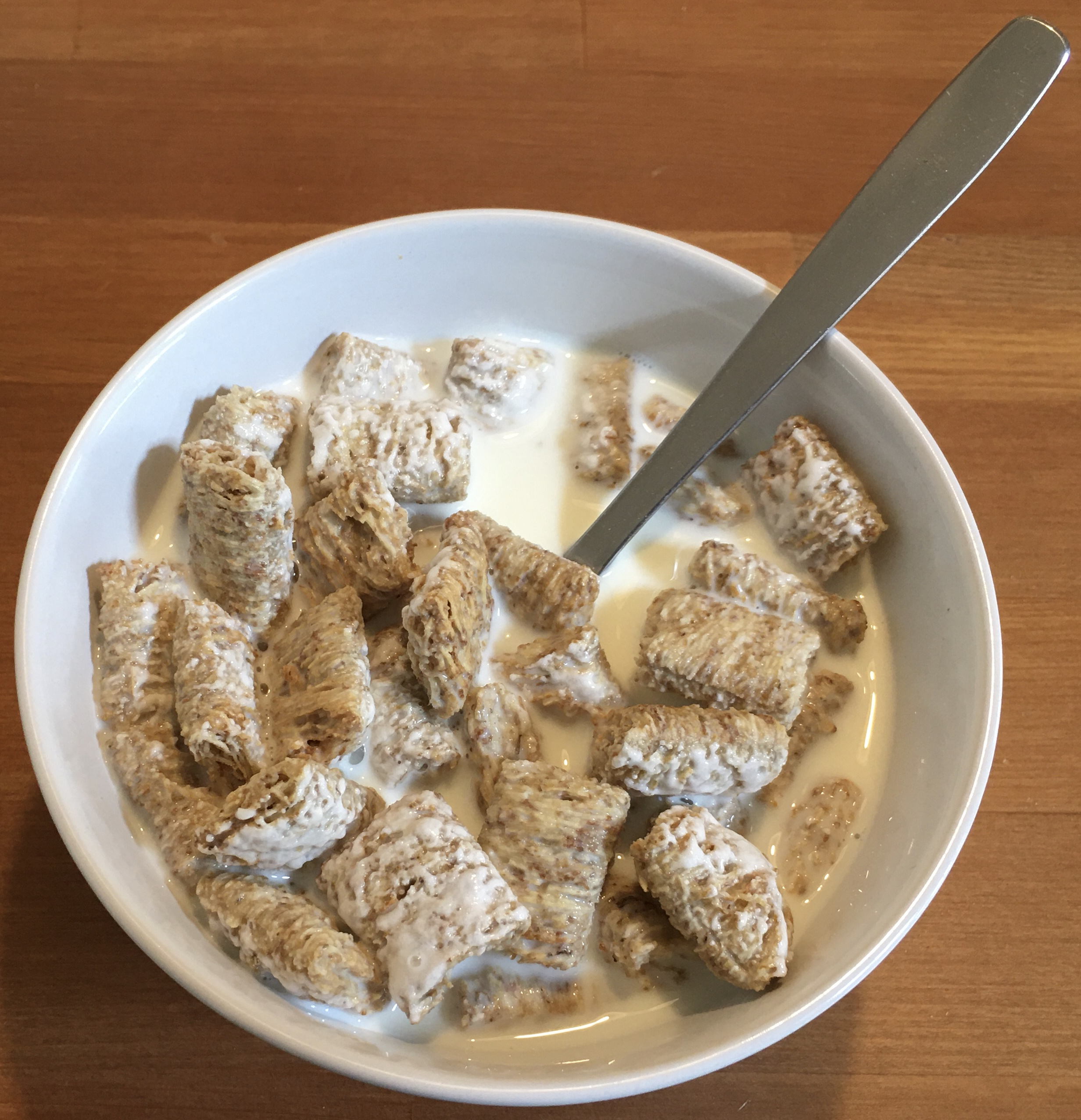
En skål med Frosted Mini-Wheats-flingor och mjölk.

Frosted Mini-Wheats är ett varumärke för sockrade strimlade fullkornsflingor. Den amerikanska livsmedelsproducenten Kellogg's tillverkar flingorna sedan 1969, när Frosted Mini-Wheats lanserades. Flingorna säljs, förutom i USA, i bland annat Kanada (med namnet Mini-Wheats), Storbritannien (med namnen Frosted Wheats och Mini Max) samt Europa (oftast under namnet Toppas).
I USA var Frosted Mini-Wheats det åttonde mest sålda varumärket för flingor för år 2018 med 71,3 miljoner sålda förpackningar för totalt 241,9 miljoner amerikanska dollar.